# Thaciano
Thaciano Mickael da Silva, mais conhecido apenas como Thaciano (Campina Grande, 12 de maio de 1995), é um futebolista brasileiro que atua como meia-atacante ou segundo atacante. Atualmente joga pelo Santos.

## Carreira

### Porto-PE
Thaciano foi formado no Porto. Promovido para a equipe principal em 2013, ele fez sua estreia profissional no dia 20 de janeiro do mesmo ano, em uma derrota em casa por 4 a 0 no Campeonato Pernambucano contra o Central.[carece de fontes?]
Thaciano foi campeão estadual Sub-20 de 2014, como capitão. Pela Série D do mesmo ano, apesar da boa campanha, caiu ainda na primeira fase.

### Boa Esporte
No dia 13 de janeiro de 2015, depois de se recuperar totalmente de uma contusão, ele foi emprestado ao Boa Esporte até o final do ano.
Thaciano fez sua estreia no Boa Esporte no dia 1 de setembro de 2015, entrando como substituto em uma derrota em casa por 2 a 1 contra o Paraná. Ele marcou seu primeiro gol no dia 16 de outubro, em um empate por 2 a 2 em casa contra o Sampaio Corrêa. Ele contribuiu com 4 gols em 11 partidas.
Em 2016, foi rebaixado no Campeonato Mineiro com o clube.

### Santos
No dia 9 de maio de 2016, depois de já ter sido comprado pelo Boa, Thaciano foi emprestado ao Santos por um ano, para reforçar o time B, que era composto em sua maioria por jogadores com limite de idade sub-23 e que não tinham espaço no elenco profissional. Thaciano entrou em campo em 16 oportunidades naquela temporada, todas pela Copa Paulista, onde vestiu a camisa 10 e foi o artilheiro do Peixe na competição, com cinco gols marcados.
No ano seguinte, foi promovido ao time principal pelo técnico Dorival Júnior. A estreia ocorreu no amistoso contra o Kenitra, do Marrocos, no Pacaembu, quando o meia entrou aos 39 minutos do segundo tempo, no lugar de Jean Mota. Após se destacar na goleada por 9 a 1 contra o Nacional-SP, em jogo-treino, foi inscrito no Campeonato Paulista. No entanto, ele não teve oportunidade em uma partida oficial e deixou o clube após o término do empréstimo.

### Retorno de empréstimo
No dia 29 de junho de 2017, Thaciano retornou ao Boa, após um acordo entre Santos e Boa Esporte não ter sido alcançado.
No dia 16 de julho, ele marcou dois gols para o Boa em um empate fora de casa por 2 a 2 contra o Londrina.
Thaciano marcou 10 gols em 27 jogos na Série B e foi o artilheiro do Boa na competição ao lado de Rodolfo.

### Grêmio
No dia 29 de novembro de 2017, depois de marcar vinte e dois gols pela carreira, Thaciano assinou um contrato de empréstimo de dois anos com o Grêmio, com uma cláusula de compra ao fim.
Em 2019, o Grêmio comprou o passe do jogador.
Em três anos pelo Tricolor Gaúcho, o meia entrou em campo 112 vezes e anotou 11 gols.

### Bahia
No dia 30 de março de 2021, Thaciano é emprestado do Grêmio para o Bahia até o fim da temporada, com uma opção de cláusula em definitivo pelo Bahia.
Em sua primeira passagem pelo clube, disputou 26 jogos, com cinco gols marcados e conquistou a Copa do Nordeste.

### Altayspor
Após o empréstimo do Bahia acabar, no dia 15 de julho de 2021, Thaciano foi também emprestado para o Altayspor, da Turquia, porém sem uma opção de cláusula em definitivo.
Em julho de 2022, após o término do seu empréstimo ao Altayspor, Thaciano retorna ao Grêmio.

### Retorno ao Bahia
Em 12 de março de 2024, Thaciano marcou, aos 40 minutos do primeiro tempo, o gol 10 mil da história do clube baiano, na partida contra o Caxias disputada no estádio Centenário, em Caxias do Sul, que terminou com classificação da equipe baiana para a terceira fase da Copa do Brasil.
No mesmo mês, renovou seu contrato até 2027.
Em 2024, Thaciano passou boa parte do ano como atacante, balançou as redes 15 vezes, sendo o maior artilheiro do clube na temporada. Entre os gols mais importantes está o marcado contra o Atlético-GO, na última rodada do Campeonato Brasileiro.
Com 26 gols, Thaciano entrou no top-3 de meio-campistas com mais gols pelo Esquadrão no século XXI. Fechou sua passagem no clube com 121 jogos e 15 assistências.

### Retorno ao Santos
Em janeiro de 2025, o Santos anunciou a contratação de Thaciano. O jogador assinou um longo contrato, até dezembro de 2028.

## Títulos

### Grêmio
- Recopa Sul-Americana: 2018[carece de fontes?]
- Campeonato Gaúcho: 2018, 2019, 2020, 2021 e 2023[27]
- Taça Francisco Novelletto: 2020[carece de fontes?]
- Recopa Gaúcha: 2023[carece de fontes?]

### Bahia
- Copa do Nordeste: 2021[carece de fontes?]

#### Prêmios individuais
- Seleção do Campeonato Baiano: 2024[carece de fontes?]